# Castle Howard

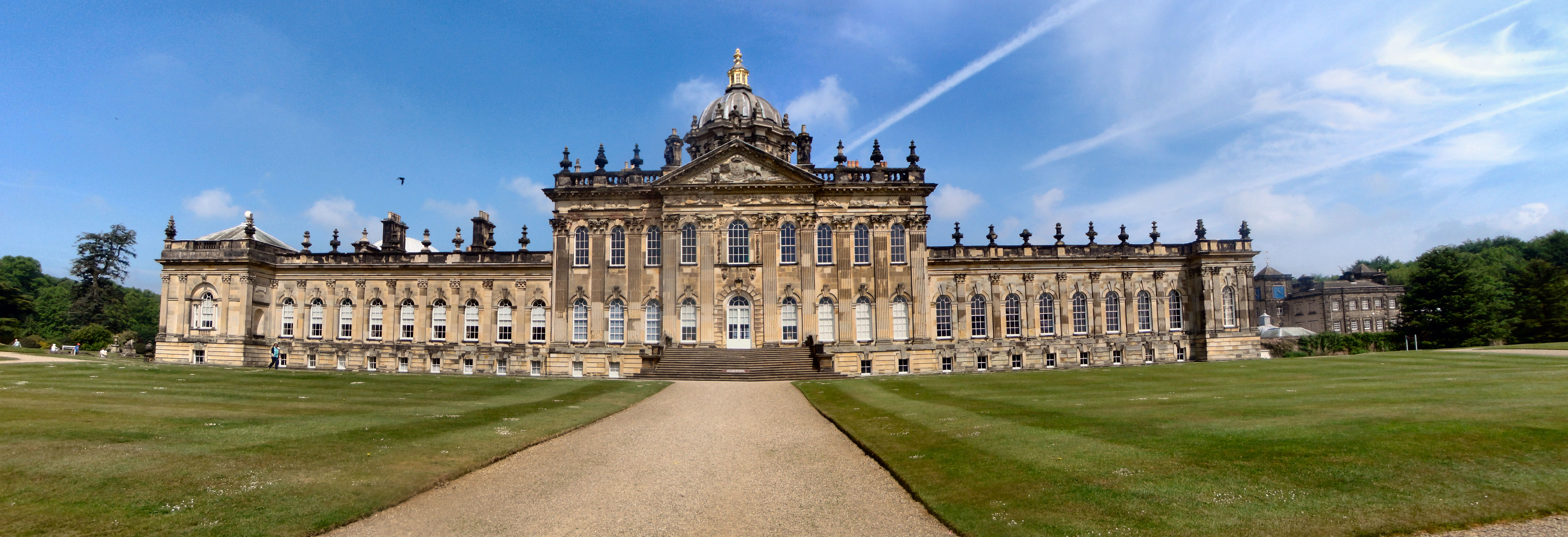
Castle Howard

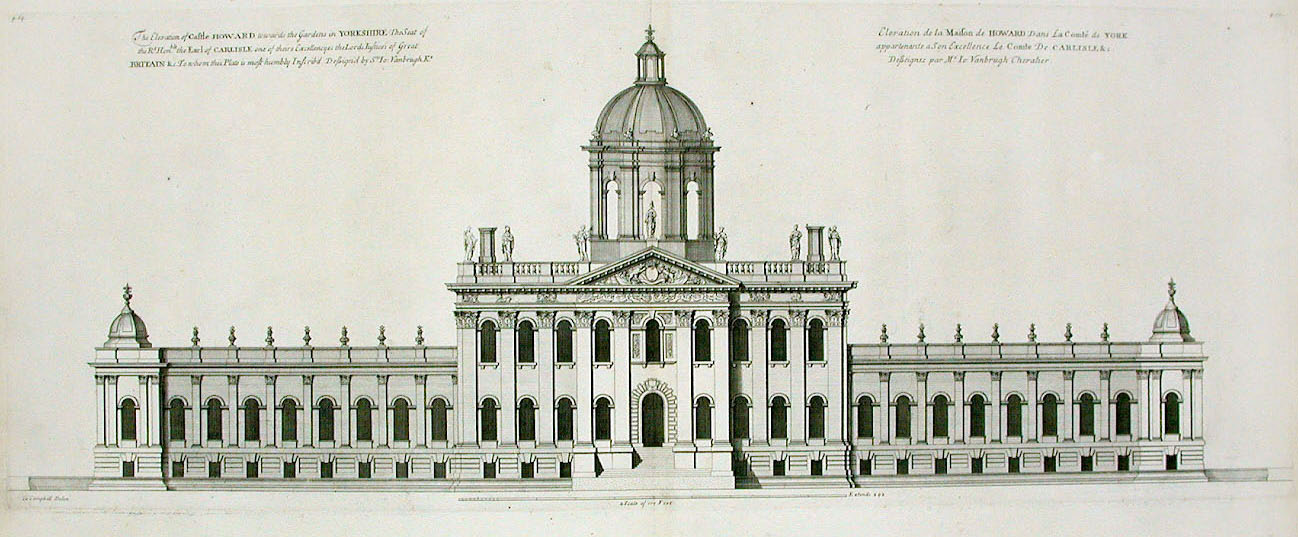
Aufriss des Schlosses aus Colen Campbell’s Vitruvius Britannicus

Der Herrensitz Castle Howard liegt in North Yorkshire, England, etwa 40 Kilometer nördlich der Stadt York und wird heute oft als das erste wirklich barocke Gebäude bezeichnet, das in England entstand. Es gilt gleichzeitig als das Gebäude, dessen Stil noch am ehesten dem Barock des europäischen Festlands gleicht.
Der 3. Earl of Carlisle beauftragte seinen Freund, den damals noch völlig unerfahrenen Architekten John Vanbrugh mit dem Bau des Gebäudes, die Bauleitung erfolgte weitgehend durch Nicholas Hawksmoor, einen ehemaligen Mitarbeiter Christopher Wrens.
Der Bauentwurf entstand ab 1699 und war bis 1712 abgeschlossen, der Westflügel wurde 1759 beendet.
Castle Howard war ein Gebäude, dem zum Entstehungszeitpunkt kein zweites in England glich. Die Fassaden und Dächer, die mit Säulen, Statuen und fließenden Ornamenten dekoriert waren, ließen dieses Barockgebäude in England zu einem sofortigen Erfolg werden, dem viele vergleichbare Bauten folgten. Bereits 1709 konnten die meisten Teile von Castle Howard bezogen werden; die abschließenden Arbeiten zogen sich jedoch durch Vanbrughs gesamtes Leben. Hier befindet sich auch Vanbrughs letzte Arbeit, der Tempel der Winde. Die Arbeiten am Westflügel wurden erst nach Vanbrughs Tod abgeschlossen.
Castle Howard gehört heute dem Konsortium Treasure Houses of England an. 2019 wurde Castle Howard von rund 269.000 Personen besucht. 2024 betrug die Besucherzahl etwa 297.000 Personen.

## Castle Howard als Filmdrehort
Castle Howard war Drehort des Spielfilmes Barry Lyndon und der Fernseh- und Kinoproduktionen von Brideshead Revisited. Es ist als fiktives Carlyle Castle im Film Garfield 2 zu sehen. Auch in der Fernsehserie Bridgerton wurde Castle Howard als wichtiger Drehort benutzt.
Die Innenräume von Castle Howard stellten in der Fernsehserie Victoria die des Kensington Palace dar.